# Äsperud
Äsperud är en bebyggelse öster om Skyllberg i Lerbäcks socken i Askersunds kommun. 2015, men ej 2020, avgränsade SCB här en småort.